# Opátka (potok)
Opátka je potok na východním Slovensku, protéká severozápadní částí okresu Košice-okolí. Je to levostranný přítok Belé, měří 7,6 km a je tokem VI. řádu.

## Pramen
Pramení ve Volovských vrších východně od kóty 1 065 m, na jižním svahu Okrúhlej (1 088,4 m n. m.) v nadmořské výšce cca 930 m n. m., jihozápadně od stejnojmenné obce.

## Směr toku
V pramenné oblasti teče na východ, po přibrání přítoku z oblasti Tisícovky se stáčí na severovýchod. V obci Opátka se opět stáčí a dále již pokračuje směrem na sever.

## Geomorfologické celky
- Volovské vrchy
  - Podsestava Kojšovská hoľa

## Přítoky
- Levostranné: krátký přítok z VJV svahu Okrúhlej, Zlámaný potok, Viničkový potok, Zlatník
- Pravostranné: přítok pramenící východně od kóty 1 033,6 m, přítok z oblasti Tisícovky (pramen severozápadně od kóty 1 053,9 m), přítok vznikající severně od kóty 1 053,9 m, přítok z lokality Borovničiar, Košarisko, přítok pramenící SSZ od kóty 812,4 m

## Ústí
Ústí do vodní nádrže Ružín severozápadně od obce Košická Belá v nadmořské výšce přibližně 325 m n. m. Před vybudováním ruzinska přehrady ústil potok cca 1 km dále na severovýchod přímo do Belé.

## Obce
- Opátka
- Rekreační osada Košické Hámre